# Eleccions legislatives belgues de 1971
Les Eleccions legislatives belgues de 1971 es van celebrar el 17 d'abril de 1971 per a renovar els 212 membres de la Cambra de Representants Es formà un govern de coalició presidit pel socialcristià Gaston Eyskens enmig dels conflictes lingüístics que havia provocat la divisió de diversos partits en els seccions flamenca i valona.

## Resultats a la Cambra de Representants
|                | Christelijke Volkspartij               | 1.038.998 |  | 19,67   |  | 47  | -3 |
|                | Parti Socialiste-Socialistische Partij | 1.438.626 |  | 27,24   |  | 61  | +2 |
|                | Volksunie                              | 586.917   |  | 11,11   |  | 21  | +1 |
|                | Partit Social Cristià                  | 548.197   |  | 10,38   |  | 20  | +1 |
|                | Partij voor Vrijheid en Vooruitgang    | 500.614   |  | 9,48    |  | 20  |    |
|                | Rassemblement Wallon                   | 353.416   |  | 6,69    |  | 14  | +9 |
|                | PRLW                                   | 299.089   |  | 5,66    |  | 11  |    |
|                | FDF                                    | 239.829   |  | 4,54    |  | 10  | +3 |
|                | Partit Comunista de Bèlgica            | 161.517   |  | 3,06    |  | 5   | =  |
|                | Partit Liberal de Brussel·les          | 69.139    |  | 1,31    |  | 3   |    |
|                | Altres                                 | 48.476    |  | 0,93    |  |     |    |
| Total          | Total                                  |           |  | 100,00% |  | 212 |    |
| Font: Cevipol. |                                        |           |  |         |  |     |    |